# Nades
Nades ist ein zentralfranzösischer Ort und eine Gemeinde (commune) mit 158 Einwohnern (Stand 1. Januar 2022) im Département Allier im Norden der Region Auvergne-Rhône-Alpes (vor 2016 Auvergne). Sie gehört zum Arrondissement Vichy und zum Kanton Gannat.

## Lage
Nades liegt in der Landschaft des Bourbonnais etwa 32 Kilometer westnordwestlich von Vichy. Umgeben wird Nades von den Nachbargemeinden Échassières im Norden, Lalizolle im Osten, Chouvigny im Südosten und Süden sowie Servant im Westen.

## Bevölkerungsentwicklung
| Jahr                       | 1962 | 1968 | 1975 | 1982 | 1990 | 1999 | 2006 | 2011 | 2019 |
| Einwohner                  | 223  | 176  | 127  | 133  | 108  | 135  | 124  | 138  | 150  |
| Quellen: Cassini und INSEE |      |      |      |      |      |      |      |      |      |

## Sehenswürdigkeiten
- Kirche Saint-Jacques aus dem 12. Jahrhundert, Monument historique seit 1975
- Schloss aus dem 17. Jahrhundert

Siehe auch: Liste der Monuments historiques in Nades

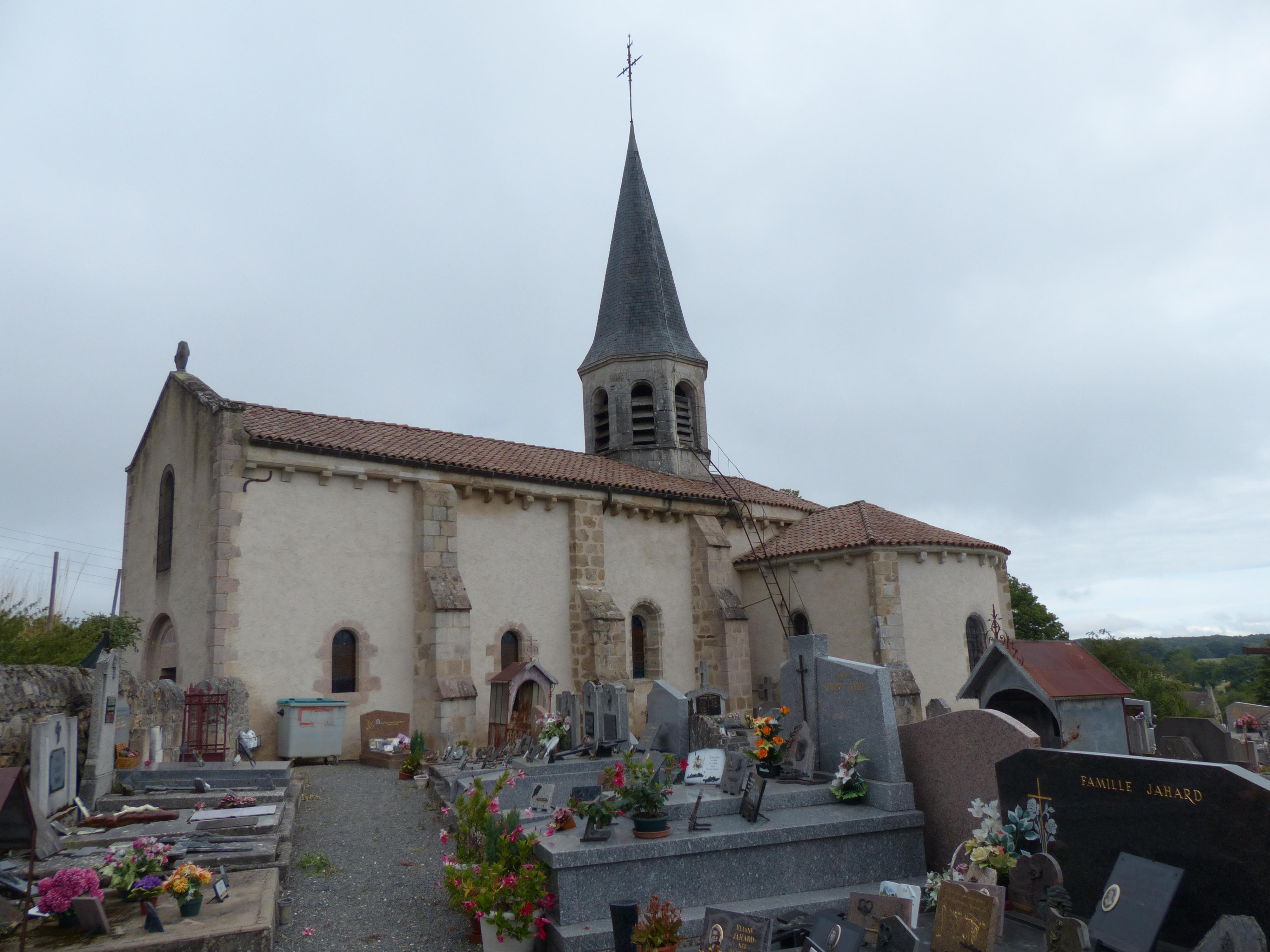
Kirche Saint-Jacques

## Persönlichkeiten
- Sylviane Agacinski (* 1945), Philosophin und Schriftstellerin